# Монмът
Вижте пояснителната страница за други значения на Монмът.
Мо̀нмът (на английски: Monmouth; на уелски: Trefynwy, Тревъ̀нуи, звуков файл и буквени символи за произношението ) е град в Югоизточен Уелс, графство Монмътшър. Разположен е на границата с Англия около мястото на вливането на река Моноу в река Уай на около 55 km на североизток от столицата Кардиф. Населението му е 8547 жители според данни от преброяването през 2001 г.

## Личности
Родени
- Галфрид Монмутски (1100-1154), британски писател